# Philippe Ballot
Philippe Gabriel Marie Augustin Ballot (Vesoul, 2 ottobre 1956) è un arcivescovo cattolico francese, dal 23 luglio 2022 vescovo di Metz.

## Biografia
Philippe Ballot è nato a Vesoul, nel dipartimento dell'Alta Saona, nel 1956, in una famiglia con quattro figli. È cresciuto a Corbenay, dove i suoi genitori erano agricoltori. Anche suo zio Louis, morto nel 2012, era un sacerdote.

### Formazione
Ha studiato al Seminario minore di Luxeuil, poi al Seminario minore della Maîtrise a Besançon. Nel 1974 ha conseguito il baccalaureato ed è entrato nel Seminario maggiore interdiocesano di Digione. Terminato il primo ciclo, ha lavorato come volontario nella Repubblica Centrafricana, dove ha insegnato per due anni in un seminario.
Nel 1981 ha conseguito la laurea in diritto pubblico, rientrando poi nel seminario maggiore di Besançon per il secondo ciclo di teologia. Nel 1983 ha proseguito la sua formazione presso il Seminario francese di Roma presso la Pontificia Università Gregoriana. Ha conseguito la licenza in teologia fondamentale nel 1986.

### Ministero sacerdotale
È stato ordinato diacono il 30 settembre 1984, poi sacerdote il 29 giugno 1985 per l'arcidiocesi di Besançon dall'arcivescovo Lucien Daloz.
Dal 1986 al 1991 è parroco della parrocchia di san Pio X a Besançon, studiando in contemporanea diritto canonico presso l'Istituto Cattolico di Parigi fino al 1988. Dal 1988 al 1996 è cappellano dei collegi di san Giuseppe e di sant'Orsola e del liceo san Paolo di Besançon. 
Dal 1991 al 1996 è stato responsabile del Seminario giovanile di Besançon, mentre fino al 2001 ha ricoperto l'incarico di coordinatore dell'unità pastorale di Notre-Dame la Blanche-Châtillon. Nominato giudice del tribunale interdiocesano, nel 1988 diviene vicario aggiunto, poi dall'anno successivo vicario giudiziale fino al 2004.
Dal 2001 al 2004 è vicedirettore dell'Educazione cattolica e responsabile delle attività pastorali, poi è nominato vicario generale dell'arcidiocesi di Besançon, delegato diocesano per la vita religiosa e referente ecclesiale per i servizi diocesani di catechesi, catecumenato, inizi, comunicazione, pellegrinaggi, insegnamento cattolico, formazione e pastorale giovanile. In quel periodo ha diretto anche il bollettino diocesano Eglise de Besançon.

### Ministero episcopale

#### Arcivescovo di Chambéry e vescovo di San Giovanni di Moriana e Tarantasia

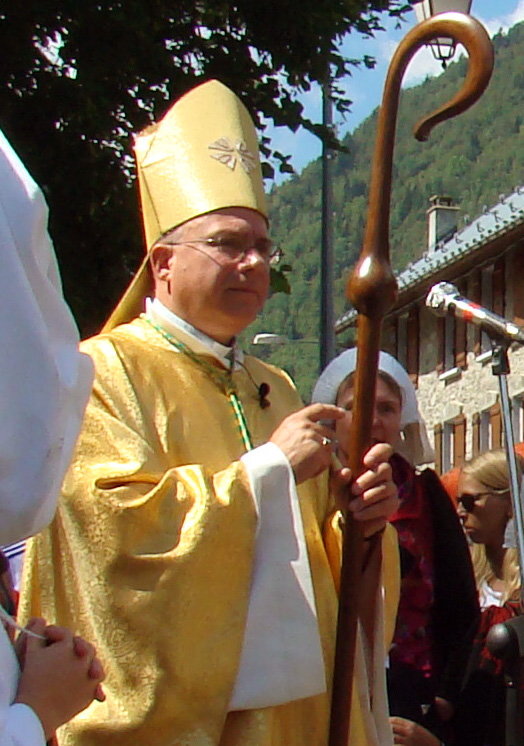
Philippe Ballot nel 2016

Il 14 gennaio 2009 papa Benedetto XVI lo ha nominato arcivescovo di Chambéry e vescovo di San Giovanni di Moriana e Tarantasia, ricevendo la consacrazione episcopale il 26 aprile successivo dalle mani del cardinale Philippe Xavier Ignace Barbarin, arcivescovo metropolita di Lione, co-consacranti gli arcivescovi André Jean René Lacrampe, arcivescovo metropolita di Besançon, e Laurent Bernard Marie Ulrich, arcivescovo metropolita di Lilla e suo predecessore a Chambéry.
In seno alla Conferenza episcopale di Francia, nel 2011 è stato eletto membro della Commissione studi e progetti.
Il 26 novembre 2012, insieme ad altri dodici vescovi, ha incontrato Benedetto XVI nel Palazzo Apostolico.
Nel 2013 è stato eletto all'Accademia delle Scienze e delle Belle Arti della Savoia.
Nella primavera del 2014 riceve dall'arcivescovo di Torino due copie della Sacra Sindone, poi esposti nella cappella della Sindone del castello e nel duomo della città.

#### Vescovo di Metz ed amministratore apostolico di Strasburgo
Il 23 luglio 2022, in ottemperanza al Concordato del 1801, papa Francesco, su proposta del il presidente della Repubblica francese Emmanuel Macron, lo nomina vescovo di Metz con dignità di arcivescovo, succedendo al vescovo Jean-Christophe Lagleize, dimessosi per motivi di salute. Si insedia ufficialmente il 4 settembre successivo, alla presenza dell'arcivescovo metropolita di Besançon Jean-Luc Bouilleret, di Jean-Pierre Vuillemin, allora vescovo ausiliare di Metz e amministratore apostolico della diocesi, e di Celestino Migliore, nunzio apostolico in Francia. 
Il 27 maggio 2023, in seguito alla rinuncia di Luc Ravel, accolta lo stesso giorno, è nominato da papa Francesco amministratore apostolico di Strasburgo, mantenendo questo incarico fino al 21 aprile 2024, giorno dell'insediamento di Pascal Delannoy.

## Genealogia episcopale e successione apostolica
La genealogia episcopale è:
- Cardinale Scipione Rebiba
- Cardinale Giulio Antonio Santori
- Cardinale Girolamo Bernerio, O.P.
- Arcivescovo Galeazzo Sanvitale
- Cardinale Ludovico Ludovisi
- Cardinale Luigi Caetani
- Cardinale Ulderico Carpegna
- Cardinale Paluzzo Paluzzi Altieri degli Albertoni
- Papa Benedetto XIII
- Papa Benedetto XIV
- Papa Clemente XIII
- Cardinale Giovanni Carlo Boschi
- Cardinale Bartolomeo Pacca
- Papa Gregorio XVI
- Cardinale Castruccio Castracane degli Antelminelli
- Cardinale Paul Cullen
- Arcivescovo Joseph Dixon
- Arcivescovo Daniel McGettigan
- Cardinale Michael Logue
- Cardinale Patrick Joseph O'Donnell
- Vescovo John Gerald Neville, C.S.Sp.
- Vescovo Auguste Julien Pierre Fortineau, C.S.Sp.
- Arcivescovo Xavier Ferdinand J. Thoyer, S.I.
- Arcivescovo Gilbert Ramanantoanina, S.I.
- Cardinale Victor Razafimahatratra, S.I.
- Arcivescovo Philibert Randriambololona, S.I.
- Cardinale Philippe Xavier Ignace Barbarin
- Arcivescovo Philippe Gabriel Marie Augustin Ballot